# ONEWAY
「ONEWAY」（ワンウェイ）は、KICK THE CAN CREWの6枚目のシングル。2002年3月13日発売。

## 概要
メジャー1枚目のアルバム『VITALIZER』からのリカットシングル。

## 収録曲
1. ONEWAY
仮タイトルは「スペイン」。雑誌のインタビューではKREVA曰く生ギターのサンプリング使った"俺の一本道”的な世界を出している曲、ラブソングでもあると語っている。
2. HANDS
3. マルシェROCK T-EE'S MO'RAW-FUNK REMIX
前シングルのマルシェのリミックスバージョン。
4. マルシェLive at ZEPP OSAKA,24 DEC.2001

## 収録アルバム
- VITALIZER (#1,2)
- BEST ALBUM 2001-2003 (#1)